# مستعمره‌سازی عطارد

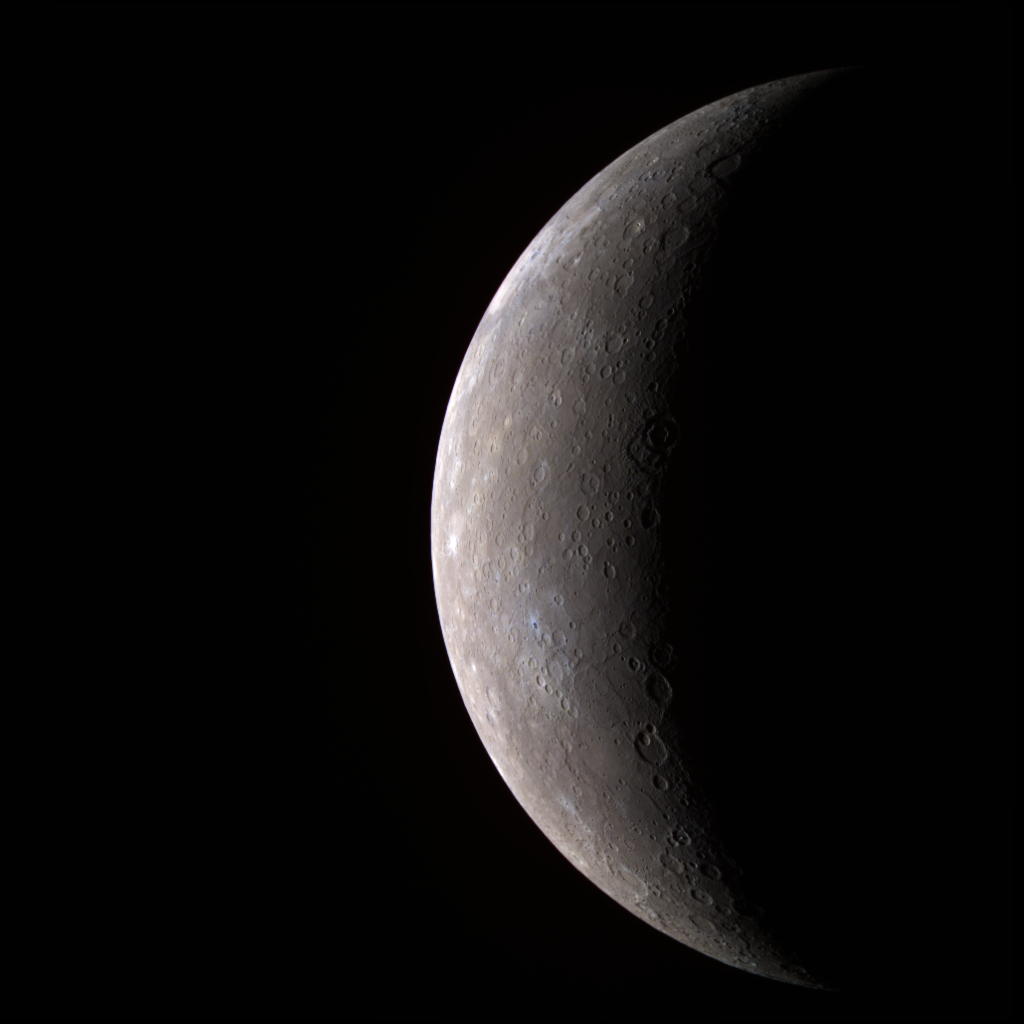
سیاره تیر

سیاره عطارد یا تیر به عنوان یکی از اهداف ممکن برای اسکان دادن انسان در منظومه شمسی به همراه بهرام، ناهید، ماه و کمربند سیارک‌ها پیشنهاد شده است.

## مزایا

### شباهت به ماه
همانند ماه، تیر دارای جو قابل توجهی نیست. این سیاره به خورشید نزدیک است و با شیب بسیار کمی از محور خود، به آرامی می‌چرخد.

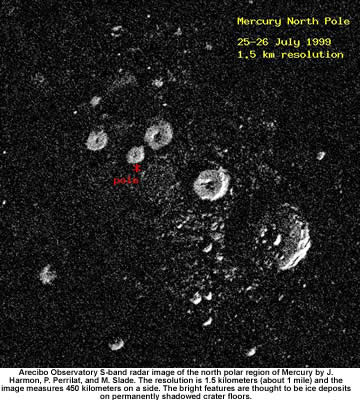
تصویر راداری قطب شمال عطارد

=== وجود یخ در دهانه‌های قطبی 
در مناطق قطبی این سیاره که دمای آن-۱۸۳
سانتی گراد است یخ وجود دارد

### انرژی خورشیدی
به دلیل نزدیک‌ترین سیاره بودن به خورشید، دارای مقادیر وسیع انرژی خورشیدی در دسترس است.

## جاذبه
جاذبه بر روی سیاره عطارد ۳٫۷ متر بر مجذور ثانیه است و وزن انسان بر روی سیاره عطارد ۰,۳۸ برابر وزن خود در سیاره زمین است.

## مشکلات
۱. اختلاف درجه حرارت شب و روز آن است درجه حرارت سطح آن در هنگام روز به حدود ۴۲۷ درجه سانتیگراد و در شب به ۱۷۳ درجه زیر صفر کاهش می‌یابد.
۲. نداشتن جو است که باعث می‌شود تمام اشعه مضر خورشید به آن وارد شود که به شدت سرطان زا است
۳. نداشتن میدان مغناطیسی (بسیار کم حدود یک صدم میدان مغناطیسی زمین)
۴. شب و روزهای بسیار طولانی
در تیر (عطارد) هر روز آن ۵۵ روز زمینی طول می‌کشد اگر قرار باشد که در تیر (عطارد) بخواهیم زندگی کنیم در یک طرف آن از گرما و در طرف دیگر از سرما آسیب‌های شدیدی به انسان‌ها وارد می‌شود اگر فرض کنیم که انسان‌ها برای گرمی و سردی بیش از حد آن چاره پیدا کرده‌اند
روزها و شب‌های طولانی زندگی را مختل می‌کند.